# Lenox (Massachusetts)
Lenox es un pueblo ubicado en el condado de Berkshire en el estado estadounidense de Massachusetts. En el Censo de 2010 tenía una población de 5.025 habitantes y una densidad poblacional de 89,53 personas por km².

## Geografía
Lenox se encuentra ubicado en las coordenadas 42°22′4″N 73°16′11″O / 42.36778, -73.26972. Según la Oficina del Censo de los Estados Unidos, Lenox tiene una superficie total de 56.13 km², de la cual 54.96 km² corresponden a tierra firme y (2.08%) 1.17 km² es agua.

## Demografía
Según el censo de 2010, había 5.025 personas residiendo en Lenox. La densidad de población era de 89,53 hab./km². De los 5.025 habitantes, Lenox estaba compuesto por el 94.85% blancos, el 1.15% eran afroamericanos, el 0.14% eran amerindios, el 1.37% eran asiáticos, el 0.04% eran isleños del Pacífico, el 0.92% eran de otras razas y el 1.53% pertenecían a dos o más razas. Del total de la población el 2.75% eran hispanos o latinos de cualquier raza.